# Heiligenberg (Landschaftsschutzgebiet)
Das Gebiet Heiligenberg ist ein mit Verordnungen vom 18. Februar 1938 und 15. Dezember 2000 durch das Landratsamt Bodenseekreis als untere Naturschutzbehörde ausgewiesenes Landschaftsschutzgebiet (LSG-Nummer 4.35.027) im Gebiet der baden-württembergischen Gemeinden Heiligenberg und Frickingen im Bodenseekreis in Deutschland.

## Lage
Das 202 Hektar große Landschaftsschutzgebiet Heiligenberg gehört naturräumlich zum Linzgau. Es liegt südlich der Ortsmitte Heiligenbergs und der Kreisstraße 7755, nördlich des Salemer Ortsteils Trillenbühl und der Landesstraße 201 sowie nordöstlich des zu Frickingen gehörenden Steigen auf einer Höhe von bis zu 756 m ü. NN.
Zur Gemeinde Frickingen gehören 14,93 Hektar, das entspricht 7,39 Prozent der Gesamtfläche, zur Gemeinde Heiligenberg 181,50 Hektar (89,85 Prozent) des Landschaftsschutzgebiets.

## Schutzzweck
Wesentlicher Schutzzweck ist die Erhaltung der Landschaft des Höhenzugs vom „Alten Wachberg“ über den „Schlossberg“ zum „Nagelstein“ mit einem Molassesporn und rißeiszeitlicher Bedeckung.

## Sehenswürdigkeiten
Zu den Sehenswürdigkeiten innerhalb des Landschaftsschutzgebietes gehören der Burgrest Alt-Heiligenberg, die im Nagelfluh gelegene Freundschaftshöhle oberhalb der neuen Steige, das Schloss Heiligenberg und das Schweizerhaus.

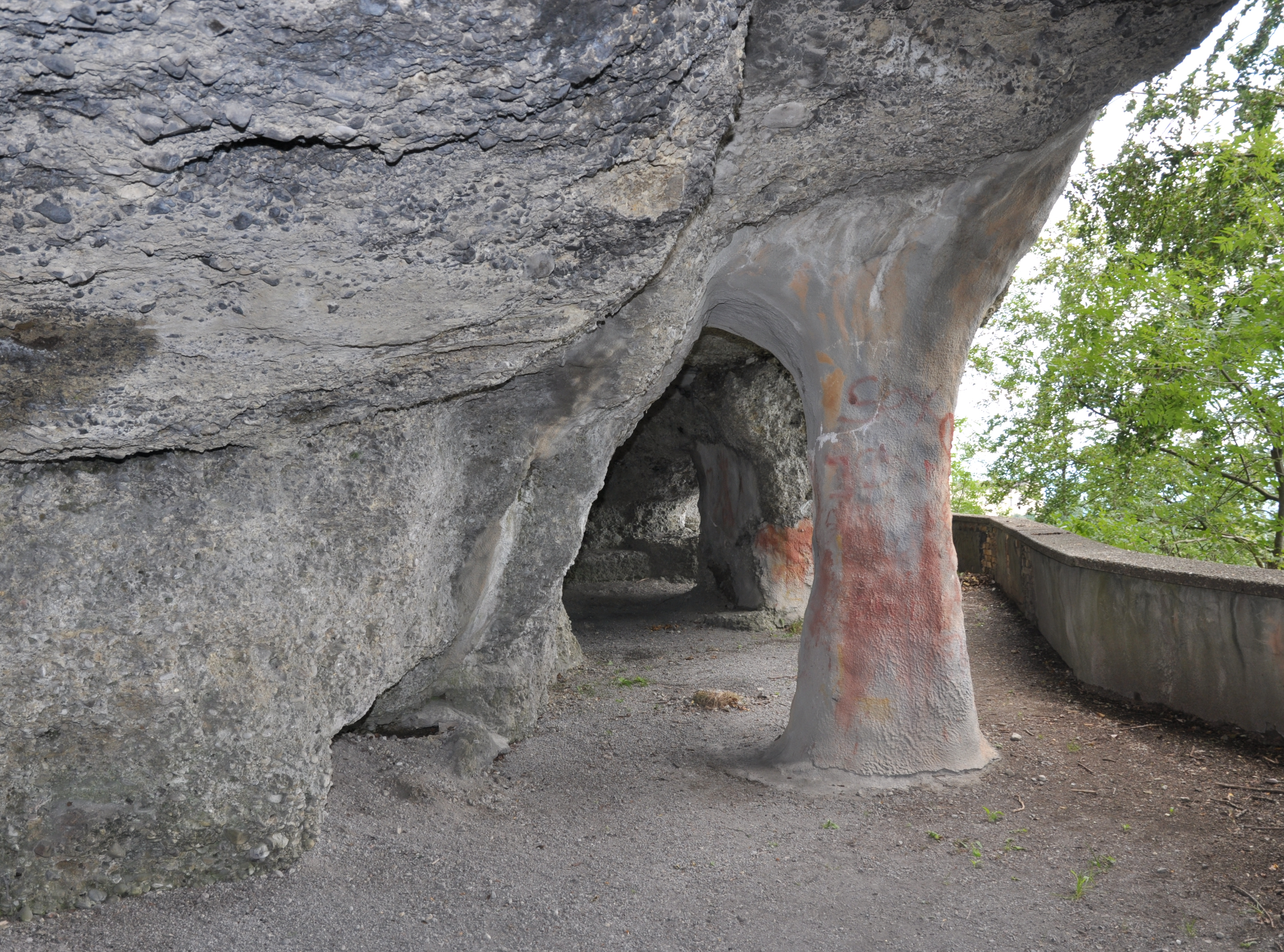
Freundschaftshöhle
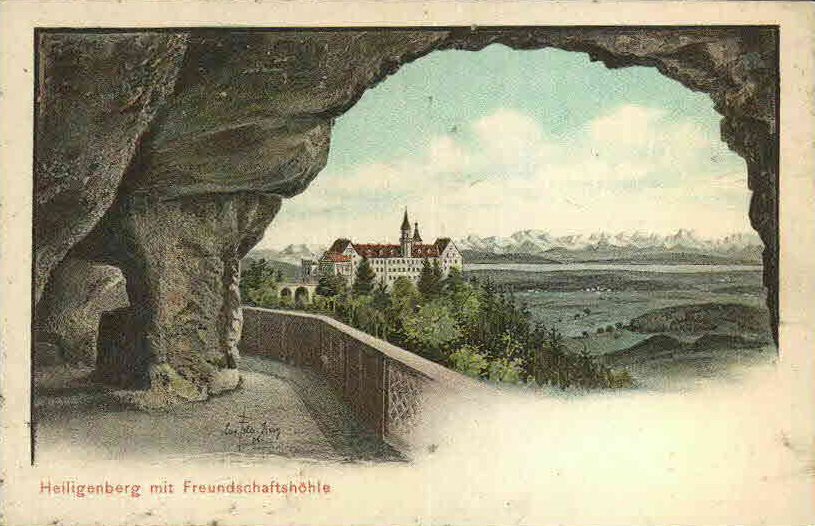
Historische Ansichtskarte mit Freundschaftshöhle und Schloss
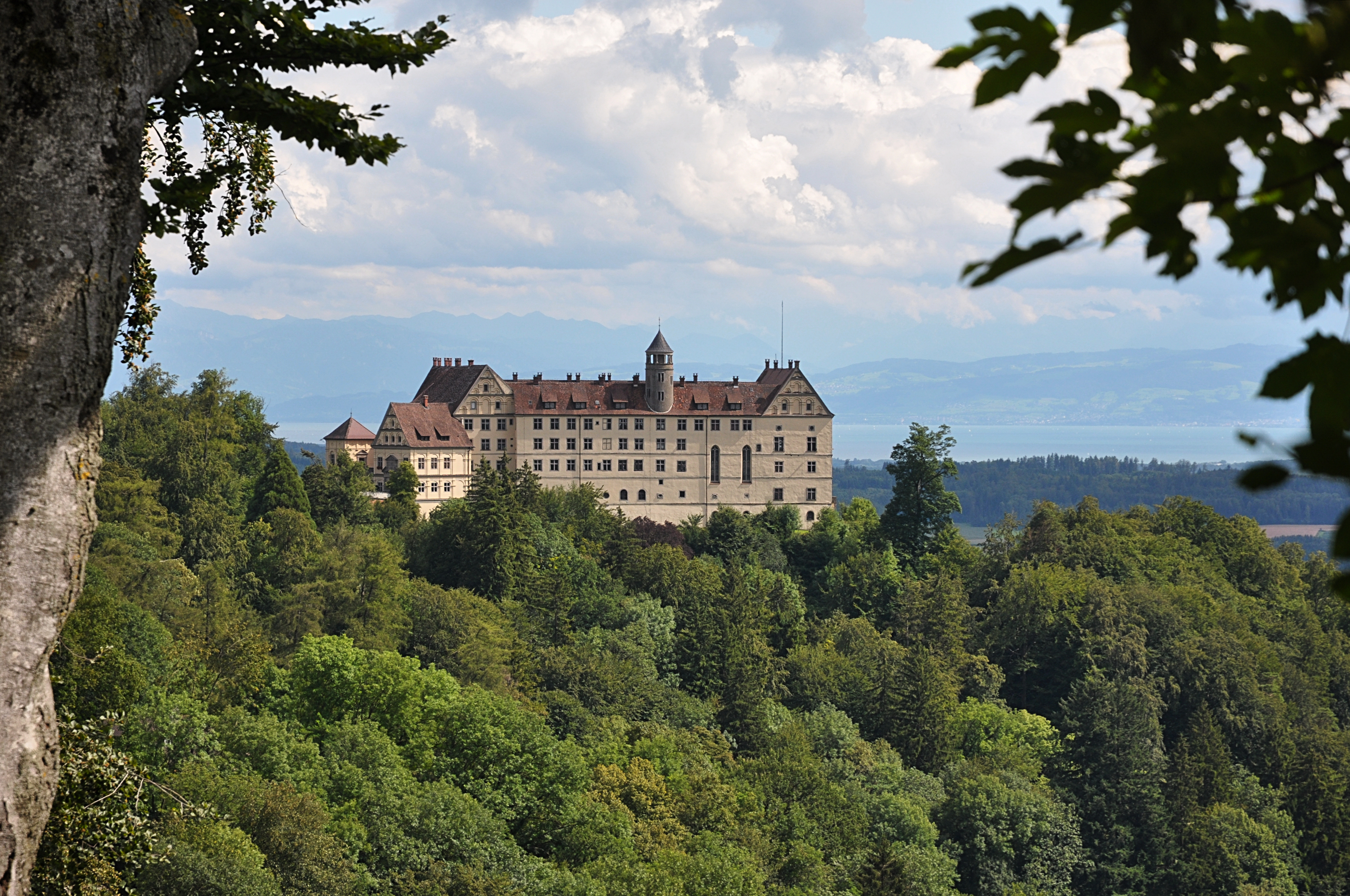
Schloss Heiligenberg
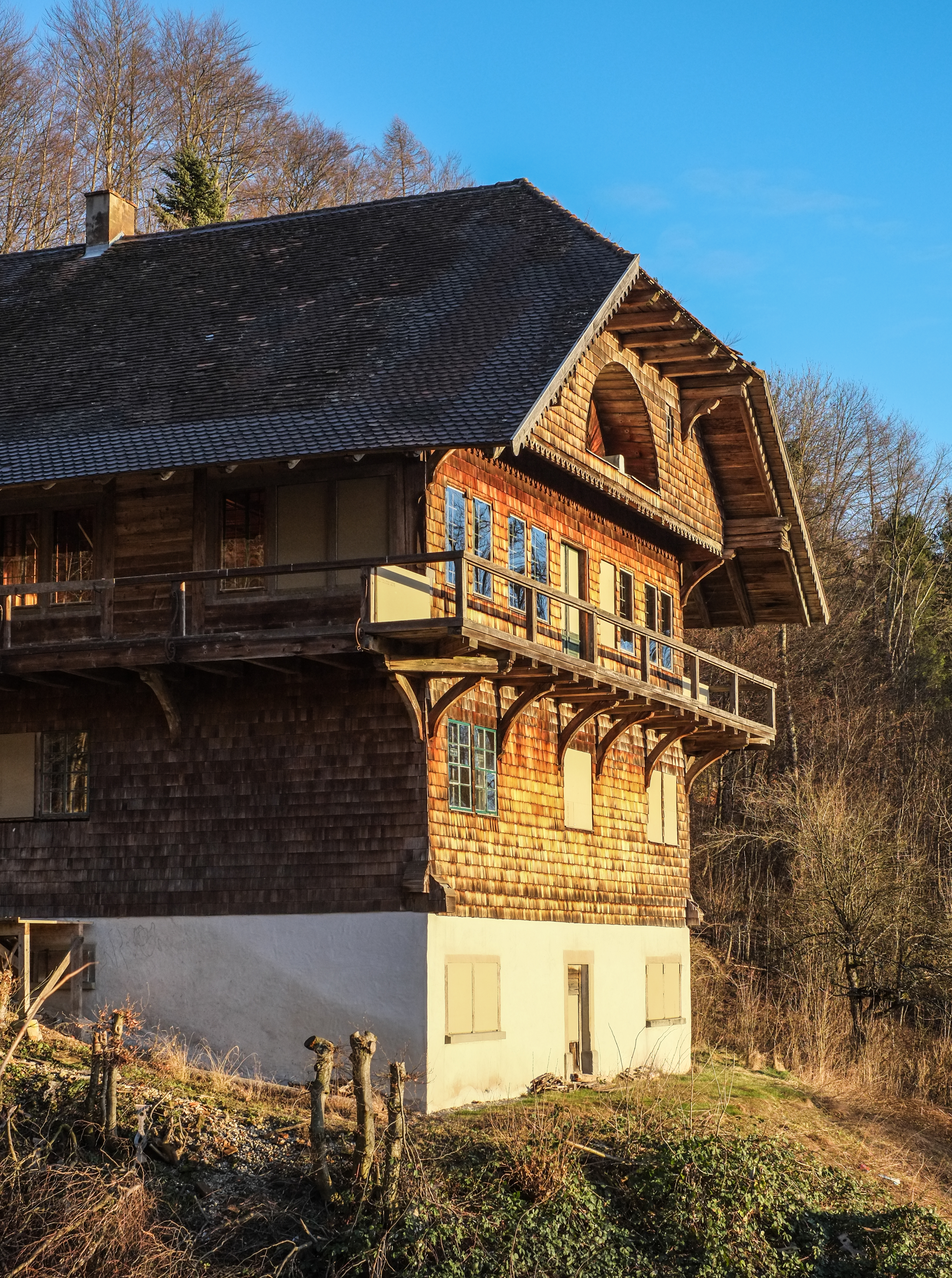
Schweizerhaus am Schlossberg
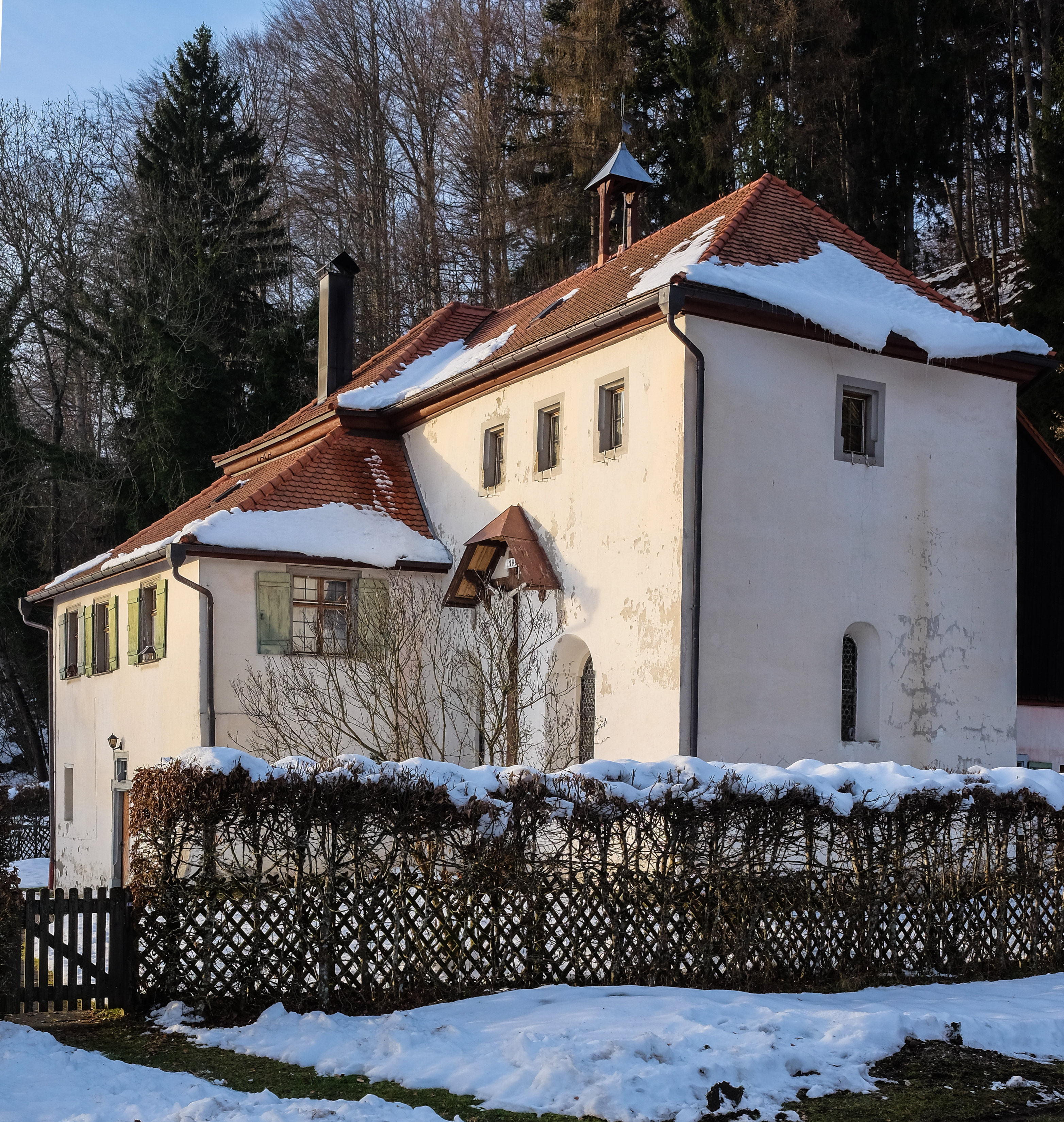
Klause Egg unterhalb des Nagelstein